# Distretto di Taluqan
Il distretto di Taluqan è un distretto dell'Afghanistan appartenente alla provincia del Takhar.